# 亘理胤正

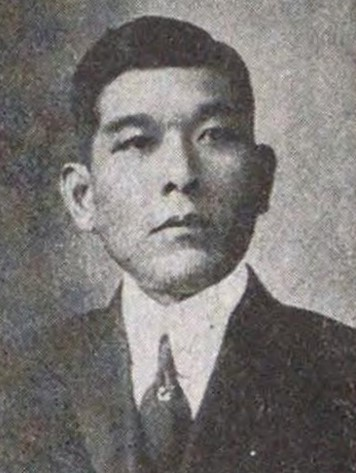
亘理胤正

亘理 胤正（わたり たねまさ、1878年（明治11年）4月10日 - 1929年（昭和4年）8月30日）は、明治から昭和時代前期の政治家、実業家。衆議院議員（2期）。

## 経歴
涌谷伊達（亘理）家13代当主の亘理胤元の長男として宮城県に生まれる。1911年（明治44年）渡米し、コーネル大学で養鶏学を学ぶ。養鶏、養豚、養蚕の奨励など殖産興業に尽力し、大日本農会総裁より数度の表彰を受ける。
1915年（大正4年）3月の第12回衆議院議員総選挙では宮城県郡部から憲政会所属で出馬し当選。つづく第13回衆議院議員総選挙でも当選し、衆議院議員を通算2期務めた。

## 親族
- 父：亘理胤元（仙台藩家臣涌谷伊達（亘理）家13代当主）
- 妻：亀久子（伊達邦成の娘）